# Whenever You’re Near Me
A Whenever You're Near Me című dal a svéd Ace of Base együttes második kimásolt kislemeze az Amerikában megjelent Cruel Summer című harmadik stúdióalbumról. A dal eredeti változata a Life Is a Flower hatalmas siker volt Európában és Japánban. A dal szövegét Mike Chapman átírta, és az Észak és Dél-Amerikai rádióállomások rendelkezésére bocsátotta 1998. október 6.-án. Ez a változat 76. helyen szerepelt az Egyesült Államokban, és 51. helyezést ért el Kanadában. Mindként országban ez volt az utolsó dal, mely slágerlistás helyezést ért el.

## Megjelenések
CD Maxi  Egyesült Államok Arista – 07822-13553-2
1. Whenever You're Near Me 3:32  Producer – Ole Evenrude
2. He Decides 3:49 Producer – Charles Fisher

## Slágerlista
| Slágerlista (1999)                                | Legjobb helyezések |
| ------------------------------------------------- | ------------------ |
| Kanada Top Singles (RPM)                          | 51                 |
| US Billboard Hot 100                              | 76                 |
| US Hot Dance Music/Maxi-Singles Sales (Billboard) | 12                 |